# Ácido protocetrárico
El protocetrático es un ácido que, según Hessen, existe en el liquen de Islandia y que por hidrólisis se desdobla en ácido cetrárico y ácido fumárico. Según Hesse, no existe en dicho liquen ácido cetrárico, sino que éste resulta de la descomposición del protocetrárico. Según Simon, existen en el liquen de Islandia los dos ácidos ya formados. 
Protocetrárico es el principio activo del liquen de Islandia y al que debe atribuirse la acción antiemética de su tintura. Se debe este efecto a la exageración del peristaltismo intestinal continuado del cardias al píloro. Ejerce asimismo el ácido protecetrárico una acción estimulante sobre el nervio neumogástrico, disminuyendo, por el contrario, el tono del nervio simpático.  La acción emética se ejerce, pues, por un mecanismo complejo, pero principalmente nervioso central. Los efectos del ácido protocetrárico estudiados experimentalmente por Robin y Brissemoret no se acompaña más que de algunos cólicos ligeros en ciertos individuos.  A dosis fuerte dan el medicamento como purgante, exagerando el peristaltismo intestinal. Se ha prescrito el ácido protocetrárico contra vómitos de la migraña, la embriaguez y la tuberculosis. Asimismo se aconseja en los de las histéricas y los que subsiguen a la anestesia clorofórmica. También surte buenos efectos en los vómitos incoercibles de las embarazadas. Se prescribe en solución alcohólica a la dosis de XX a XXX gotas de una vez, pudiendo llegar, según los casos, hasta CC al día.